# والتر گراف
والتر گراف (انگلیسی: Walter Graf; ۳ مارس ۱۹۳۷ – ۲ فوریهٔ ۲۰۲۱)از برندگان مدال‌های بازی‌های المپیک اهل سوئیس بود.